# 60 Minutes
60 Minutes is een actualiteitenprogramma van het televisienetwerk CBS in de VS, dat sinds 1968 uitgezonden wordt. Het onderscheidde zich in die tijd door een vernieuwend format, waarin onderzoeksjournalisten en hun onderzoek centraal staan. Vanaf de eerste uitzending tot 2004 was de regie in handen van Don Hewitt, en onder zijn leiding werd het programma bekroond met 73 Emmy Awards en 13 Peabody Awards. 
Door de jaren heen zijn er verschillende spin-offs ontstaan, ook in andere landen, waaronder Australië, Nieuw-Zeeland en meerdere landen in Latijns-Amerika.

## Trivia
In oktober 2024 begon Donald Trump een rechtszaak tegen CBS. Hij eiste een schadevergoeding van US$ 10 miljard voor het 60 Minutes-interview met vice-president Kamala Harris. In de klacht beweerde zijn advocaat dat het interview "partijdig" was met de intentie "het publiek te misleiden en te proberen de balans van de presidentsverkiezingen in haar voordeel te laten doorslaan". De rechtszaak had een kleine kans op succes aldus deskundigen vanwege het Eerste amendement van de Grondwet van de Verenigde Staten, die de de vrijheid van meningsuiting of de persvrijheid garandeert. In april 2025 nam de executive producer Bill Owens ontslag, hij vervulde deze functie 24 jaar, omdat de eigenaren aan een schikking werkten. Begin juli 2025 bereikten partijen overeenstemming, CBS betaalde US$ 16 miljoen, niet direct aan Trump maar ten bate van zijn toekomstige presidentiële bibliotheek. De schikking bevat geen verontschuldigingen of spijtbetuigingen van CBS of de programmamakers.